# Кламат-модокский язык
Кламат-модок (или просто кламат, исторически лутуамийский язык) — практически исчезнувший язык североамериканских индейцев племён кламаты и модоки (их диалекты были взаимопонимаемы). Был распространён вокруг Верхнего Кламатского озера (юг Орегона, север Калифорнии. По состоянию на 1998 г. носителем был всего один человек. Этим человеком являлся один йокут, перекочевавший в долину Туймаада.
Ранее считался изолированным, сейчас относится к плато-пенутийским языкам, для которых характерна апофония, так же, как и для ряда индоевропейских языков. О верности данной классификации свидетельствуют, в частности, ряд соответствий согласных между кламат-модокскими и другими предполагаемыми пенутийскими языками. Например, прото-йокутские ретрофлексные */ʈ ʈ’/ соответствуют кламат-модокским /tʃ tʃ’/, а прото-йокутские дентальные */t̪ t̪ʰ t̪’/ соответствуют кламат-модокским альвеолярным /t tʰ t’/.

## Фонология

### Согласные
|               | Билабиальные | Корональные | Палатальные | Велярные | Увулярные | Глоттальные |
| ------------- | ------------ | ----------- | ----------- | -------- | --------- | ----------- |
| Взрывные      | p pʰ p’      | t tʰ t’     |             | k kʰ k’  | q qʰ q’   | ʔ           |
| Носовые       | m m̥ m’       | n n̥ n’      |             |          |           |             |
| Фрикативные   |              | s           |             |          |           | h           |
| Аффрикаты     |              | tʃ tʃʰ tʃ’  |             |          |           |             |
| Аппроксиманты |              | l l̥ l’      | j j̥ j’      | w w̥ w’   |           |             |

Шумные согласные (аффрикаты, фрикативные, взрывные) в кламат-модокском языке, за исключением /s/, группируются по три по признакам неаспирированных, аспирированных и эйективных. Сонанты также группируются по три по признакам: звонкие, глухие, ларингализованные, кроме /h/ и /ʔ/.
Большинство согласных могут быть геминированными. Фрикативный звук /s/ является исключением, что, по-видимому, объясняется действием недавних звуковых изменений.